# Gente Nueva (organización criminal)
Anteriormente conocidos como Gente Nueva el ahora llamado Cártel Independiente de Sonora también conocidos como Los Paredes y Los Salazar, fue uno de los brazos armados mejor entrenados y experimentados que funcionaban como Fuerzas Especiales del Cártel de Sinaloa (FECDS) y era una de las ramas de élite del Cártel de Sinaloa, creado para contrarrestar, combatir y destruir la influencia del Cártel de Juárez en el noroeste de México, así como para contrarrestar el accionar de La Línea, que actualmente es la célula más grande dentro del Cártel de Juárez.
Gente Nueva se remonta a 1995 cuando El Profe inició su carrera delictiva en el estado mexicano de Chihuahua bajo la Federación de Sinaloa. Gente Nueva ha servido como la rama principal de la organización en Ciudad Juárez y en el resto del estado, donde se han involucrado en una guerra de cuatro años n el Cártel de Juárez y su ala ejecutora, La Línea, por el control del contrabando a Estados Unidos. En medio de las luchas externas y luchas internas en el Cártel de Juárez, Gente Nueva comenzó a reclutar miembros del cártel.
Para 2012, la inteligencia estadounidense indicó que el Cártel de Sinaloa y Gente Nueva habían salido victoriosos y habían dejando con éxito al Cártel de Juárez al margen. El corredor El Paso-Juárez es una ruta lucrativa para los narcotraficantes ya que la DEA estima que alrededor del 70% de la cocaínaque ingresa a Estados Unidos fluye por esa zona.
Para el año 2023, se escindieron y pasaron a ser independientes, debido a disputas internas con la faccion de Los Chapitos, también conocidos La Chapiza del Cartel de Sinaloa

## Historia

### Batalla contra el Cártel de Sinaloa
La guerra entre el Cártel de Juárez y el Cártel de Sinaloa por el control de las rutas de contrabando en Ciudad Juárez estalló el 5 de enero de 2008, cuando cinco hombres fueron asesinados con disparos de un rifle AR-15 en cuestión de horas; en pocos días, varios policías y casi dos docenas de civiles yacían muertos. El Cártel de Juárez usó a Barrio Azteca y Los Muertos para luchar contra las fuerzas del Cártel de Sinaloa, que había empleado a las bandas conocidas como Artistas Asesinos y Los Mexicles, junto con su brazo armado, Gente Nueva. Las guerras territoriales entre ellos han dejado más de 10.000 muertos en cuatro años.
Cuando Joaquín "El Chapo" Guzmán, el líder del Cártel de Sinaloa, saltó al territorio de la organización de Juárez en 2007, intentó dividir su organización rival y reclutar a los disidentes en su propia fuerza de invasión: Gente Nueva.
Gente Nueva es responsable de varios crímenes en la zona, como los son extorsiones, secuestros, tortura y asesinato.

### Declive del Cártel de Juárez
El declive del Cártel de Juárez comenzó en 1997 tras la muerte de Amado Carrillo Fuentes, pero empeoró a mediados del 2000 cuando el Cártel de Sinaloa buscó apoderarse de los activos de la organización criminal e instalarse en la ciudad. En 2010, la violencia en Ciudad Juárez alcanzó su punto máximo, con un promedio de 10 homicidios por día, o alrededor de 230 asesinatos por cada 100.000 habitantes al año. Ese mismo año, el promedio en todo México fue de 18 asesinatos por cada 100,000 habitantes. La Línea y el Cártel de Juárez vivieron su mayor golpe con el arresto de José Antonio Acosta Hernández (alias El Diego), un importante capo de la droga acusado por las autoridades mexicanas de ordenar más de 1500 asesinatos. La lucha de cuatro años de Joaquín Guzmán Loera en Ciudad Juárez dejó más de 10,000 muertos desde 2008, pero la evidencia muestra que las tasas de homicidios en Ciudad Juárez disminuyeron 59.8% en el primer semestre de 2012 en comparación con el mismo período de 2011, y las autoridades mexicanas han atribuido este declive al éxito de sus organismos encargados de hacer cumplir la ley.
No obstante, los expertos le dijeron a El Paso Times que parte de la razón por la cual la violencia en Ciudad Juárez disminuyó se debe a que el Cártel de Sinaloa ha consolidado su dominio sobre el ahora debilitado Cártel de Juárez. El Cártel de Juárez continúa operando en la ciudad, pero ya no tiene el monopolio y parece incapaz de expandirse. Otros expertos se hacen eco de que el cártel está teniendo dificultades para pagar a sus miembros y que la violencia seguirá disminuyendo a medida que se erosione su hegemonía. Su relación con la pandilla Barrio Azteca también ha sido alterada por el declive del cártel.  Los informes de NPR indicaron que varias personas en Ciudad Juárez, incluidos, entre otros, periodistas locales y ex policías, percibieron que el gobierno mexicano supuestamente favorecía al Cártel de Sinaloa en su batalla contra el Cártel de Juárez. No obstante, también se incluyeron contraargumentos de expertos en seguridad.
La victoria del Cártel de Sinaloa no detuvo a las fuerzas del Cártel de Juárez; mientras Vicente Carrillo Fuentes estuvo libre, la guerra entre ambas organizaciones continuó. Con opciones limitadas, el Cártel de Juárez se ha visto obligado a reorganizar sus fuerzas y optar por extorsiones y secuestros, mientras que Gente Nueva, el brazo armado del Cártel de Sinaloa, recibía financiamiento de otros estados. Además, el corredor de la droga en Ciudad Juárez sigue siendo un territorio crucial para las organizaciones narcotraficantes mexicanas, por lo que la ciudad podría seguir presenciando batallas por el control de las lucrativas rutas de contrabando, incluso a una escala cada vez menor. Y aunque el surgimiento del Nuevo Cartel de
Juárez (NCDJ) aún no tiene la misma influencia que el cártel original, la amenaza aún persiste.

### Gente Nueva del Tigre
Con la captura de Arturo V. Terrazas, alias «El Cachorro», líder del grupo delincuencial La Línea en diciembre de 2015, originó la creación del grupo criminal "Gente Nueva del Tigre", la cual opera en la zona norte del estado de Chihuahua. Tras la detención del "Cachorro", los familiares de este se sintieron traicionados por La Línea y el Cártel de Juárez, escondiéndose de la organización y acercándose al brazo armado Gente Nueva. Esta organización fue comandado en un inicio por Raúl Gamboa Sosa, alias "El Cabo", Luis Enrique Gamboa Sosa alias "El Muletas" y Edgar Gamboa Sosa, alías "el 11" y Julio E., alias "El Tigre". El 20 de marzo del 2017, es abatido Raúl Gamboa Sosa, alias "El Cabo", esto en un rancho llamado "La Quemada", municipio de Cuauhtémoc. El enfrentamiento había comenzado en varios puntos del municipio entre grupos antagónicos del crimen organizado, siendo el más grave ocurrido en La Quemada, en donde fue abatido "El Cabo" y otras tres personas pertenecientes al grupo criminal. Dos años después, fueron arrestados dos sicarios implicados en la muerte del criminal.
El 29 de octubre del mismo año es arrestado Julio César E. M. alias “El Tigre”, esto en el municipio de  Cuauhtémoc, siendo acusado del delito de secuestro en dicho municipio. Más de un año después 5 de noviembre del 2018 es arrestado junto a su pareja, el segundo al mando dentro del cártel Luis Enrique Gamboa Sosa alias "El Muletas", en la ciudad de Puebla. El último líder del cártel el libertad es Edgar Gamboa Sosa, alías "el 11", el cual estuvo a punto de ser detenido en un operativo entre autoridades estatales y federales, pero lograron arrestar a seis de sus pistoleros, esto en el municipio de Nonoava, Chihuahua.

### Ataque en el centro de rehabilitación en Ciudad Juárez
Pistoleros enmascarados irrumpieron en el centro de rehabilitación El Cristal en Ciudad Juárez, Chihuahua el 3 de septiembre de 2009, reunieron a todos los pacientes contra una pared en un patio central, y luego abrió fuego contra ellos con rifles AK-47. En el ataque murieron 18 pacientes y otros dos resultaron heridos. Cuando las autoridades mexicanas retiraron los cadáveres, quedó una gruesa capa de sangre en el piso de concreto de la clínica, desde la entrada a los dormitorios. Los periódicos locales afirmaron que los pistoleros conspiraban para asesinar a miembros de Los Muertos, una pandilla rival al servicio del Cártel de Juárez. Dos semanas después, cinco sicarios fueron arrestado en relación con la masacre. En febrero de 2012 en León, Guanajuato, José Antonio Torres Marrufo líder de Gente Nueva, fue detenido y encontrado responsable de ordenar el ataque.
Gente Nueva había asesinado a 8 personas en el Bar 7&7 en Ciudad Juárez solo unas semanas antes del ataque al centro de rehabilitación. El ataque se materializó a la vista de la frontera entre Estados Unidos y México y es uno de los peores tiroteos masivos en la historia de Ciudad Juárez. Las autoridades mexicanas afirmaron que las organizaciones narcotraficantes utilizan las clínicas de rehabilitación para reclutar soldados de infantería y contrabandistas, y muchas veces matan a quienes no cooperan. Otros son asesinados por no pagar sus drogas o por estafar a un traficante. Además, los cárteles suelen tener como objetivo los centros de rehabilitación sin licencia, ya que es probable que acepten pandilleros activos que buscan liberarse de una adicción. A diferencia de las clínicas con licencia del gobierno, los centros privados no están asociados con el sistema penitenciario y tienen medidas de seguridad limitadas, lo que deja a las víctimas vulnerables a ataques de pandillas que buscan venganza o la eliminación de un posible informante de la policía.
Solo en Ciudad Juárez, hay alrededor de 100.000 drogadictos y muchas de las clínicas de rehabilitación no tienen licencia y están a cargo de ex adictos, lo que las convierte en puntos fáciles para que los cárteles se infiltren.
Algunos miembros del cártel incluso se registran en las instalaciones y se hacen pasar por adictos. Una vez que obtienen información sobre por qué funciona la instalación, cooptan a los trabajadores o amenazan con matarlos. Algunos de los adictos venden caramelos y chicles en los semáforos de la ciudad para recaudar dinero para quienes luchan en su centro de rehabilitación, pero los cárteles han aprovechado esta oportunidad para obligarlos a vender drogas también. Los cárteles de la droga han también crearon y administraron pseudoclínicas, y una vez que sus pacientes dejan las drogas, les dan la opción de trabajar como narcotraficantes o ser asesinados. Los cárteles suelen "deshacerse" de sus jóvenes adictos matándolos, ya que las organizaciones criminales reclutan rápidamente a los jóvenes y prefieren minimizar su riesgo eliminando a los demás.

### Lucha interna del cártel en Acapulco
A mediados de 2011 las autoridades mexicanas dijeron que los cientos de cadáveres encontrados en varias fosas comunes en el estado de Guerrero más precisamente en Acapulco fueron víctimas de luchas internas dentro del Cártel de Sinaloa. A través de una pancarta, Gente Nueva y Los MZ, facción encabezada por Ismael Zambada García, acusaron a otros lugartenientes del cártel de "calentar la plaza" en Acapulco al tratar de atraer presencia policial en la zona, generalmente a través de asesinatos indiscriminados y otras tácticas violentas. El mensaje advertía a sus rivales que solo tenían 24 horas para abandonar el área antes de que los mataran.
La pancarta fue seguida por un par de videos subidos en marzo que mostraban a varios hombres armados en manos militares interrogando a dos hombres que supuestamente trabajaban para una facción rival. En el video, los dos hombres dijeron que habían sido enviados a Acapulco para desbaratar los operativos del cártel. La disputa indicó que dos líderes de Gente Nueva, Noel Salgeiro y Felipe Cabrera, habían perdido el apoyo de los líderes superiores de Gente Nueva y el resto de la organización de Sinaloa.  Inicialmente, la masacre fue eclipsada por la otras fosas comunes en el estado nororiental de Tamaulipas. Pero cuando Bernabé Monje Silva, alias M14, fue arrestado por la policía federal, los condujo a la ubicación exacta de los cuerpos. Posteriormente confesó que hubo una disputa entre varias facciones del Cártel de Sinaloa por el control de los corredores de droga en Acapulco. La zona es un corredor estratégico para el narcotráfico ya que puede conectarse con las ciudades fronterizas de Nuevo Laredo, Reynosa y Ciudad Juárez. También es un estado de ruta atractivo y una región productora, notoria por el cultivo de amapola y marihuana en la región montañosa conocida como el "Triángulo Dorado".
Además, según informes de inteligencia mexicanos y estadounidenses, Joaquín Guzmán Loera (El Chapo) se habría casado en un pequeño pueblo de Acapulco y vivido en la Sierra Madre montañas en 2007 y 2009 respectivamente.

### Golpes y arrestos
El 3 de febrero del 2012, es arrestado José Antonio Torres Marrufo, alias "el Marrufo", lugarteniente del Cártel de Sinaloa, y uno de los fundadores del brazo Gente Nueva, esto en la ciudad de León, Guanajuato.
El grupo seguiria sufriendo reveses en 2013. Mario Nuñez Meza, también conocido como M-10 o El Mayito, fue detenido en Ciudad Juárez. Meses después detuvieron a su hermano M-12 también en Juárez. El 11 de diciembre de 2013, el alto dirigente de Gente Nueva Jesús Gregorio Villanueva Rodríguez (alias "El R5") de Los Paredes fue herido de bala cuando salía de un restaurante de comida rápida en el estado de Sonora, su área de operaciones. Su novia y él fueron llevados al hospital, pero Villanueva Rodríguez murió luego de recibir atención médica. además Después de la muerte del R-5 se iniciaron muchas guerras internas entre la Gente Leales al R5 como La Gente del Niño 57 y Gente del 4 contra la Gente del 20, que fue el que Mando a Matar al R5. Al final de la guerra Contra el 20, El 4 y El Niño 57 entraron en Guerra por el control. Hasta que El R-8 mato a El 4 y la Gente Nueva original se mantuvo liderando a La Gente Nueva en Agua Prieta apoyando a otras facciones como Gente Nueva Salazar, Gente Nueva del Tigre, y Gente Nueva del Jaguar Arvizu, contra La Línea y contra la Gente Nueva de Los Salgueiro